# Robertson megye (Kentucky)
Robertson megye az Amerikai Egyesült Államokban, azon belül Kentucky államban található. Megyeszékhelye és legnagyobb városa Mount Olivet. Lakosainak száma 2193 fő (2020. április 1.). Robertson megye Bracken, Mason, Fleming, Nicholas és Harrison megyékkel határos.

## Népesség
A megye népességének változása:
| Lakosok száma | 2273 | 2257 | 2216 | 2235 | 2138 | 2193 |
|               | 2010 | 2011 | 2012 | 2013 | 2015 | 2020 |